# Walter Löhr
Walter Löhr (* 27. September 1911 in Darmstadt; † 4. Oktober 1976 ebenda) war ein deutscher Politiker (CDU).

## Leben und Beruf
Nach dem Abitur in Darmstadt studierte Löhr von 1932 bis 1937 Wirtschaftswissenschaften an der Johann Wolfgang Goethe-Universität Frankfurt am Main. 1938 wurde er mit dem Thema: „Das Leistungsprinzip in der Lohngestaltung“ promoviert. Nach kurzer Tätigkeit beim Landesstatistischen Amt in Darmstadt arbeitete er 1938 bis 1940 in der Devisenstelle. 1940 bis 1945 war er in Berlin beim Reichsamt für Wirtschaftsausbau und Generalbevollmächtigter für Sonderfragen der chemischen Erzeugung. Nach dem Zweiten Weltkrieg war er 1945/46 stellvertretender Leiter des Landwirtschaftsamtes beim Regierungspräsidenten Darmstadt. Seit 1946 war er Geschäftsführer des Verbandes der chemischen Industrie, zunächst in Frankfurt später in Bonn. 1954 wurde er Dozent an der Johannes Gutenberg-Universität Mainz, 1960 Wirtschaftsberater und Industriedirektor (Röchling Völklingen). 1963 Honorarprofessor der Universität Mainz. 1969 Ernennung zum Ehrendoktor der Universität Cebu (Philippinen). 1972 Direktor der Akademie Völker und Kulturen in St. Augustin bei Bonn.

## Partei
Walter Löhr beantragte am 7. November 1939 die Aufnahme in die NSDAP und wurde zum 1. Januar 1940 aufgenommen (Mitgliedsnummer 7.899.460).
Nach dem Zweiten Weltkrieg war Löhr Mitglied der SPD und wechselte dann 1947 zur CDU. Seit den 1960er Jahren war er Schatzmeister des hessischen Landesverbandes.

## Abgeordneter
Löhr gehörte dem Deutschen Bundestag von 1953 bis 1972 an. Vom 5. November 1959 bis zum 14. Februar 1973 war er auch Mitglied des Europaparlaments.

## Flick-Skandal
Aus Anlass einer Spendenanfrage des Steyler Paters Josef Schröder, damals Geschäftsführer der Soverdia, schlug er diesem ein System zur Steuerhinterziehung vor: Die Soverdia sollte steuerlich abzugsfähige Quittungen in fünffacher Höhe des Spendenbetrages ausstellen bzw. 80 Prozent des Spendenbetrags über Auslandskonten zurücküberweisen. Löhr warb weitere Spender und behielt zehn Prozent des Spendenbetrages für sich. Durch Aufdeckung dieses Systems kam der Steuerfahnder Klaus Förster auf die Spur weiterer Spenden des Flick-Konzerns, was letztlich die Flick-Affäre auslöste.

## Zitate
1965 äußerte er in einer Diskussion mit DGB-Mitgliedern: „Diktatur ist von sich aus nichts Schlechtes. Es kommt nur darauf an, ob sich der Diktator im Sinne des Gemeinwohls verzehrt.“

## Ehrungen
- 1968: Verdienstkreuz 1. Klasse der Bundesrepublik Deutschland
- 1973: Großes Verdienstkreuz der Bundesrepublik Deutschland[10]
- Träger des Gregorius- und des Silvesterordens.